# Cieutat
Cieutat település Franciaországban, Hautes-Pyrénées megyében. Lakosainak száma 606 fő (2022. január 1.). Cieutat Ozon, Argelès-Bagnères, Artiguemy, Bonnemazon, Castillon, Chelle-Spou, Luc, Mérilheu, Orignac és Poumarous községekkel határos.

## Népesség
A település népességének változása:
| Lakosok száma | 601  | 599  | 609  | 600  | 603  | 608  | 612  | 609  | 606  |
|               | 2013 | 2015 | 2016 | 2017 | 2018 | 2019 | 2020 | 2021 | 2022 |